# Monanthotaxis
Monanthotaxis es un género de plantas fanerógamas con 56 especies perteneciente a la familia de las anonáceas. Son nativas del sudeste de África tropical.

## Taxonomía
El género fue descrito por Henri Ernest Baillon y publicado en Bulletin Mensuel de la Société Linnéenne de Paris 2: 878. 1890.  La especie tipo es: Monanthotaxis congoensis Baill. 

## Especies
- Monanthotaxis ambrensis
- Monanthotaxis angustifolia
- Monanthotaxis barteri
- Monanthotaxis bicornis
- Lista completa de especies